# Microdistrict
Een microdistrict of microrayon (Russisch: микрорайон; [mikrorajon]) is een woongebied; het belangrijkste structuurelement van de bouw van woonwijken in de Sovjet-Unie. In veel steden van de Sovjet-Unie werden de woondistricten op basis van dit concept gebouwd.

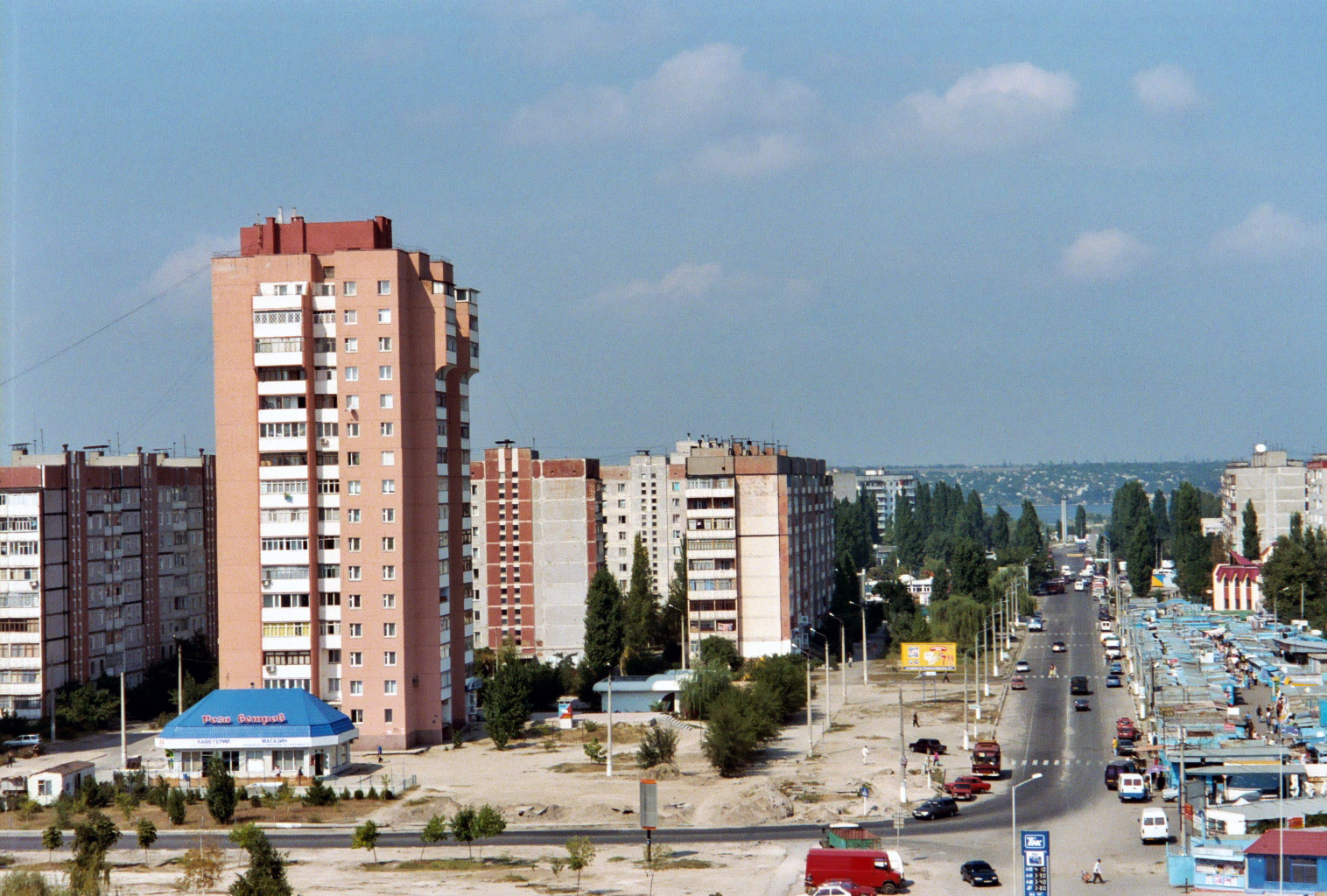
Gezicht op het microdistrict Namyv in Mykolajiv (Oekraïne)

De bouwreglementen van de Sovjet-Unie schreven voor dat een microdistrict een gebied van 10 tot 60 hectares omspande (soms tot 80 hectare) en woongebouwen omvatte (meestal flatgebouwen) en gebouwen voor openbare diensten. Een algemene regel was dat belangrijke autowegen, groengordels, en natuurlijke obstakels dienden als grenzen tussen microdistricten, waardoor een algehele reductie van stadswegenbouw en onderhoudskosten werd verkregen en openbaar vervoer werd gepromoot. Belangrijke autowegen of doorgaande wegen mochten microdistricten niet doorsnijden. De ingangen naar een microdistrict mochten niet verder dan 300 meter uit elkaar liggen.
De standaarden reguleerden ook de toegankelijkheid van gebouwen met openbare diensten (behalve scholen en voorschoolse diensten, zoals peuterspeelzalen) door het opleggen van een 500-meterlimiet als de langste afstand ten opzichte van elk woongebouw. Een van de taken van stadsplanologen was het ervoor zorgen dat er, binnen de geldende normen, zo min mogelijk openbare gebouwen werden gebouwd binnen het microdistrictsgebied. De openbare diensten bestonden meestal uit middelbare scholen, voorschoolse diensten (meestal een combinatie van een kleuterschool en een kinderdagverblijf), kruidenierswinkels, winkels voor persoonlijke dienstverlening, zelfbedieningsrestaurants, barren, speeltuinen, kantoren voor gebouwenonderhoud en een aantal speciaalzaken. Het aantal gebouwen ven elk type hing af van de afstandseis en de bevolkingsdichtheid van het microdistrict en werd bepaald op basis van bepaalde standaarden per hoofd van de bevolking.

## Geschiedenis

### Jaren '20 tot jaren 50
De geschiedenis van het microdistrict als een stedelijk planconcept gaat terug tot de jaren '20, toen de Sovjet-Unie een grote mate van verstedelijking doormaakte. Zogenoemde wooncomplexen - compacte gebieden met woongebouwen, scholen, winkels, amusementsvoorzieningen en groene ruimtes - begonnen de overhand te krijgen in de stedelijke planningspraktijk aangezien deze een zorgvuldigere en efficiëntere planning van de snelle ruimtelijke uitbreidingen mogelijk maakten. Wooncomplexen werden gezien als een mogelijkheid om een collectieve samenleving te bouwen, een omgeving die geschikt en noodzakelijk was voor de nieuwe manier van leven.
In de jaren '30 groeiden wooncomplexen in omvang, waarbij deze oppervlakten konden omslaan tot vijf tot zes hectare. Het woningcomplex-systeem werd langzamerhand echter vervangen door het bouwblok- (of stadsblok)concept. Dergelijke blokken omvatten over het algemeen woongebouwen langs de buitenlijn en woongebouwen gemengd met gebouwen voor openbare diensten in het gebied in het bouwblok. Het was nochtans onhaalbaar om alle openbare diensten binnen elk bouwblok te leveren, vanwege de relatieve compacte omvang ervan, zodat het niet ongewoon was dat een school, een kleuterschool, of een winkel dienstdeed voor de bevolking van verschillende bouwblokken, die vaak van elkaar waren gescheiden door belangrijke autowegen. Daarnaast vereiste het bouwblokkensysteem ook een netwerk van wegen, waardoor de onderhouds- en bouwkosten stegen en de organisatie van het openbaar vervoer gecompliceerder werd.
In de jaren '40 en '50 werden de bouwblokken groter en werden ze meer gegroepeerd. De bouw van nieuwe bouwblokken was echter nog steeds gebaseerd op dezelfde principles als in de decennia daarvoor en kon bovendien geen tred houden met de stijgende vraag naar huizen. De arbeidsintensieve industrialisatie van het land vereiste meer arbeiders, hetgeen moeilijk haalbaar was door het gebrek aan huisvesting.

### Jaren '50 tot jaren 90

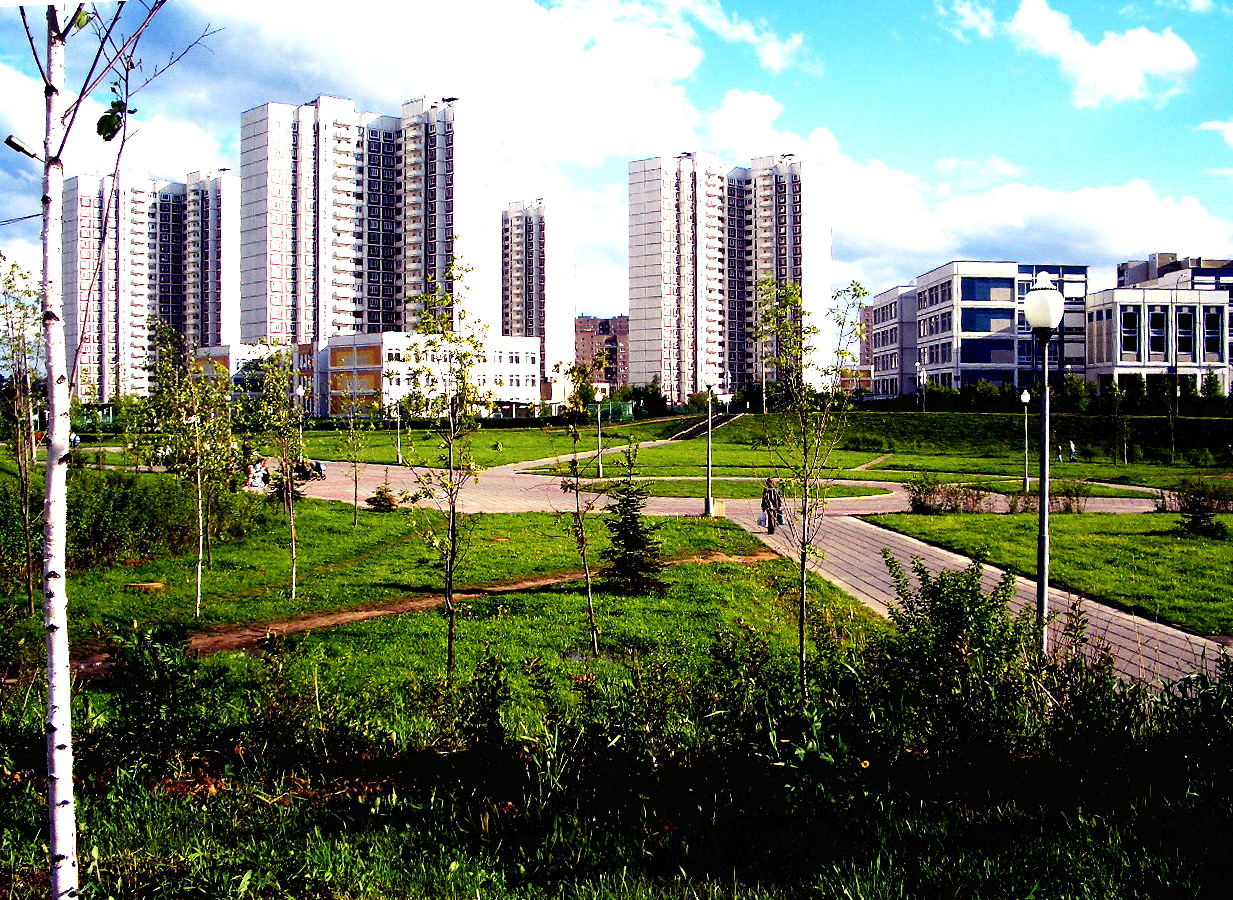
16e microdistrict van de stad Zelenograd (Moskou, Rusland)

In het midden van de jaren 50 werden de problemen van de stedelijke planning opnieuw bezien door de sovjetoverheden. Er kwam een nieuw stedelijk planningsconcept gebaseerd op de concepten van woondistricten (met elk 10.000 tot 30.000 inwoners), bestaande uit verschillende microdistricten (met elk 8.000 tot 12.000 inwoners), die op hun beurt bestonden uit verschillende wooncomplexen (met elk 1.000 tot 1.500 inwoners). In grotere steden werden de woondistricten gegroepeerd in stedelijke zones, waarvan de bevolking op kon lopen tot 1 miljoen. Elk microdistrict voorzag de bevolking van de voorzieningen die benodigd waren voor de dagelijkse benodigdheden, terwijl goederen waar minder vraag naar was te vinden waren op woondistrictsniveau. Dit concept werd ondersteund door de reorganisatie van de bouwindustrie. Hierbij werden flats een wijdverspreid fenomeen, daar deze het mogelijk maakten om op een snelle manier, hoewel vaak van lage kwaliteit, te bouwen, kosten te besparen en schaalvoordelen te verkrijgen. Het hele bouwproces was versimpeld en gestandaardiseerd, wat leidde tot de oprichting van onafzienbare rijen kleurloze rechthoekige appartementencomplexen, die het huidige stadsbeeld van bijna elke stad uit de voormalige Sovjet-Unie domineren. Een humorvolle kijk op de mogelijke gevolgen van het leven in een dergelijke karakterloze en herhalende omgeving werd gegeven in de zeer populaire Mosfilmproductie Ironie van het lot.

### Tegenwoordig

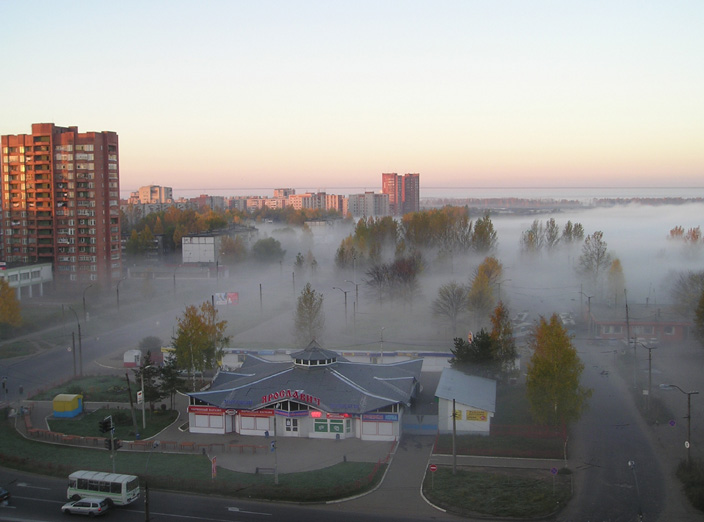
microdistrict Bragino in Jaroslavl (Rusland)

Het uiteenvallen van de Sovjet-Unie leidde tot een scherpe daling in de woningbouw. Tijdens de jaren '90 werd de stedelijke planning meestal genegeerd, aangezien er bijna geen nieuwe bouwactiviteiten plaatsvonden. In de jaren vanaf 2000 nam de groei van de huizenbouw weer langzaam toe, met daarbij ook een grote lading kritiek op het microdistrictenmodel. De verantwoordelijkheid voor de stedelijke planning is sinds de val van het communisme verschoven van de centrale federale overheid naar de verschillende regio's, die nu verantwoordelijk zijn voor het onderhoud van de vele langzaam vervallende gebouwencomplexen uit de tijd van de Sovjet-Unie.